# Coupe de la Ligue japonaise de football 2004
Navigation
Coupe de la Ligue 2003 Coupe de la Ligue 2005
La coupe de la Ligue japonaise 2004 est la 12e édition de la Coupe de la Ligue japonaise, organisée par la J.League, elle oppose les 16 équipes de J.League du 27 mars 2004 au 3 novembre 2004.
Le vainqueur se qualifie pour la Coupe Suruga Bank.

## Format
Les 16 équipes évoluant en J.League 2004 participent au tournoi.

## Phase de groupes
Les deux premiers de chaque groupe se qualifient pour les 1/4 de finales.

### Groupe A
| Rang | Équipe              | Pts | J | G | N | P | Bp | Bc | Diff |  | Résultats (▼ dom., ► ext.) | TOK | YOK | HIR | OSA |
| ---- | ------------------- | --- | - | - | - | - | -- | -- | ---- |  | -------------------------- | --- | --- | --- | --- |
| 1    | Tokyo Verdy 1969    | 16  | 6 | 5 | 1 | 0 | 16 | 4  | +12  |  | Tokyo Verdy 1969           |     | 3-0 | 3-0 | 4-1 |
| 2    | Yokohama F. Marinos | 10  | 6 | 3 | 1 | 2 | 5  | 6  | -1   |  | Yokohama F. Marinos        | 1-2 |     | 2-1 | 1-0 |
| 3    | Sanfrecce Hiroshima | 7   | 6 | 2 | 1 | 3 | 6  | 8  | -2   |  | Sanfrecce Hiroshima        | 1-3 | 0-0 |     | 2-0 |
| 4    | Cerezo Osaka        | 1   | 6 | 0 | 1 | 5 | 2  | 11 | -9   |  | Cerezo Osaka               | 1-1 | 0-1 | 0-2 |     |

### Groupe B
| Rang | Équipe               | Pts | J | G | N | P | Bp | Bc | Diff |  | Résultats (▼ dom., ► ext.) | NAG | OSA | NII | IWA |
| ---- | -------------------- | --- | - | - | - | - | -- | -- | ---- |  | -------------------------- | --- | --- | --- | --- |
| 1    | Nagoya Grampus Eight | 11  | 6 | 3 | 2 | 1 | 13 | 8  | +5   |  | Nagoya Grampus Eight       |     | 2-2 | 1-2 | 5-2 |
| 2    | Gamba Osaka          | 8   | 6 | 2 | 2 | 2 | 12 | 12 | 0    |  | Gamba Osaka                | 1-3 |     | 2-0 | 2-3 |
| 3    | Albirex Niigata      | 6   | 6 | 1 | 3 | 2 | 7  | 9  | -2   |  | Albirex Niigata            | 0-1 | 4-4 |     | 1-1 |
| 4    | Júbilo Iwata         | 6   | 6 | 1 | 3 | 2 | 7  | 10 | -3   |  | Júbilo Iwata               | 1-1 | 0-1 | 0-0 |     |

### Groupe C
| Rang | Équipe                    | Pts | J | G | N | P | Bp | Bc | Diff |  | Résultats (▼ dom., ► ext.) | URA | SHI | ICH | TRI |
| ---- | ------------------------- | --- | - | - | - | - | -- | -- | ---- |  | -------------------------- | --- | --- | --- | --- |
| 1    | Urawa Red Diamonds        | 12  | 6 | 4 | 0 | 2 | 12 | 7  | +5   |  | Urawa Red Diamonds         |     | 3-0 | 2-1 | 2-3 |
| 2    | Shimizu S-Pulse           | 12  | 6 | 4 | 0 | 2 | 8  | 9  | -1   |  | Shimizu S-Pulse            | 2-0 |     | 3-2 | 1-0 |
| 3    | JEF United Ichihara Chiba | 9   | 6 | 3 | 0 | 3 | 14 | 8  | +6   |  | JEF United Ichihara Chiba  | 1-2 | 4-0 |     | 2-0 |
| 4    | Oita Trinita              | 3   | 6 | 1 | 0 | 5 | 4  | 14 | -10  |  | Oita Trinita               | 0-3 | 0-2 | 1-4 |     |

### Groupe D
| Rang | Équipe          | Pts | J | G | N | P | Bp | Bc | Diff |  | Résultats (▼ dom., ► ext.) | FCT | ANT | REY | KOB |
| ---- | --------------- | --- | - | - | - | - | -- | -- | ---- |  | -------------------------- | --- | --- | --- | --- |
| 1    | FC Tokyo        | 13  | 6 | 4 | 1 | 1 | 10 | 6  | +4   |  | FC Tokyo                   |     | 1-2 | 1-1 | 2-1 |
| 2    | Kashima Antlers | 10  | 6 | 3 | 1 | 2 | 8  | 5  | +3   |  | Kashima Antlers            | 1-2 |     | 0-2 | 2-0 |
| 3    | Kashiwa Reysol  | 6   | 6 | 1 | 3 | 2 | 4  | 5  | -1   |  | Kashiwa Reysol             | 0-2 | 0-0 |     | 1-1 |
| 4    | Vissel Kobe     | 4   | 6 | 1 | 1 | 4 | 4  | 10 | -6   |  | Vissel Kobe                | 1-2 | 0-3 | 1-0 |     |

### Phase finale
|  | Quarts de finale                | Quarts de finale                | Quarts de finale                | Quarts de finale                |                      |                      | Demi-finales           | Demi-finales           | Demi-finales           | Demi-finales           |  |  | Finale                          | Finale                          | Finale                          | Finale                          |
|  |                                 |                                 |                                 |                                 |                      |                      |                        |                        |                        |                        |  |  |                                 |                                 |                                 |                                 |
|  | Stade olympique national, Tokyo | Stade olympique national, Tokyo | Stade olympique national, Tokyo | Stade olympique national, Tokyo |                      |                      | Stade Ajinomoto, Tokyo | Stade Ajinomoto, Tokyo | Stade Ajinomoto, Tokyo | Stade Ajinomoto, Tokyo |  |  | Stade olympique national, Tokyo | Stade olympique national, Tokyo | Stade olympique national, Tokyo | Stade olympique national, Tokyo |
|  | Stade olympique national, Tokyo | Stade olympique national, Tokyo | Stade olympique national, Tokyo | Stade olympique national, Tokyo |                      |                      | Stade Ajinomoto, Tokyo | Stade Ajinomoto, Tokyo | Stade Ajinomoto, Tokyo | Stade Ajinomoto, Tokyo |  |  | Stade olympique national, Tokyo | Stade olympique national, Tokyo | Stade olympique national, Tokyo | Stade olympique national, Tokyo |
|  | FC Tokyo                        | FC Tokyo                        | 4                               | 4                               |                      |                      | Stade Ajinomoto, Tokyo | Stade Ajinomoto, Tokyo | Stade Ajinomoto, Tokyo | Stade Ajinomoto, Tokyo |  |  | Stade olympique national, Tokyo | Stade olympique national, Tokyo | Stade olympique national, Tokyo | Stade olympique national, Tokyo |
|  | FC Tokyo                        | FC Tokyo                        | 4                               | 4                               |                      |                      | Stade Ajinomoto, Tokyo | Stade Ajinomoto, Tokyo | Stade Ajinomoto, Tokyo | Stade Ajinomoto, Tokyo |  |  | Stade olympique national, Tokyo | Stade olympique national, Tokyo | Stade olympique national, Tokyo | Stade olympique national, Tokyo |
|  | Gamba Osaka                     | Gamba Osaka                     | 1                               | 1                               |                      |                      | Stade Ajinomoto, Tokyo | Stade Ajinomoto, Tokyo | Stade Ajinomoto, Tokyo | Stade Ajinomoto, Tokyo |  |  | Stade olympique national, Tokyo | Stade olympique national, Tokyo | Stade olympique national, Tokyo | Stade olympique national, Tokyo |
|  | Gamba Osaka                     | Gamba Osaka                     | 1                               | 1                               | FC Tokyo             | FC Tokyo             | 4 ap                   | 4 ap                   |                        |                        |  |  | Stade olympique national, Tokyo | Stade olympique national, Tokyo | Stade olympique national, Tokyo | Stade olympique national, Tokyo |
|  |                                 |                                 |                                 |                                 | FC Tokyo             | FC Tokyo             | 4 ap                   | 4 ap                   |                        |                        |  |  | Stade olympique national, Tokyo | Stade olympique national, Tokyo | Stade olympique national, Tokyo | Stade olympique national, Tokyo |
|  |                                 |                                 | Tokyo Verdy 1969                | Tokyo Verdy 1969                | 3                    | 3                    |                        |                        |                        |                        |  |  | Stade olympique national, Tokyo | Stade olympique national, Tokyo | Stade olympique national, Tokyo | Stade olympique national, Tokyo |
|  | Tokyo Verdy 1969                | Tokyo Verdy 1969                | Tokyo Verdy 1969                | Tokyo Verdy 1969                | 3                    | 3                    | 2 ap                   | 2 ap                   |                        |                        |  |  | Stade olympique national, Tokyo | Stade olympique national, Tokyo | Stade olympique national, Tokyo | Stade olympique national, Tokyo |
|  | Tokyo Verdy 1969                | Tokyo Verdy 1969                | Stade Toyota, Toyota            |                                 |                      |                      | 2 ap                   | 2 ap                   |                        |                        |  |  | Stade olympique national, Tokyo | Stade olympique national, Tokyo | Stade olympique national, Tokyo | Stade olympique national, Tokyo |
|  | Shimizu S-Pulse                 | Shimizu S-Pulse                 | 1                               | 1                               |                      |                      |                        |                        |                        |                        |  |  | Stade olympique national, Tokyo | Stade olympique national, Tokyo | Stade olympique national, Tokyo | Stade olympique national, Tokyo |
|  | Shimizu S-Pulse                 | Shimizu S-Pulse                 | 1                               | 1                               | FC Tokyo             | FC Tokyo             | 0tab(4)                | 0tab(4)                |                        |                        |  |  |                                 |                                 |                                 |                                 |
|  | Stade Toyota, Toyota            |                                 |                                 |                                 | FC Tokyo             | FC Tokyo             | 0tab(4)                | 0tab(4)                |                        |                        |  |  |                                 |                                 |                                 |                                 |
|  |                                 |                                 | Urawa Red Diamonds              | Urawa Red Diamonds              | 0tab(2)              | 0tab(2)              |                        |                        |                        |                        |  |  |                                 |                                 |                                 |                                 |
|  | Nagoya Grampus Eight            | Nagoya Grampus Eight            | Urawa Red Diamonds              | Urawa Red Diamonds              | 0tab(2)              | 0tab(2)              | 2                      | 2                      |                        |                        |  |  |                                 |                                 |                                 |                                 |
|  | Nagoya Grampus Eight            | Nagoya Grampus Eight            |                                 |                                 |                      |                      |                        |                        |                        |                        |  |  |                                 |                                 |                                 |                                 |
|  | Kashima Antlers                 | Kashima Antlers                 | 1                               | 1                               |                      |                      |                        |                        |                        |                        |  |  |                                 |                                 |                                 |                                 |
|  | Kashima Antlers                 | Kashima Antlers                 | 1                               | 1                               | Nagoya Grampus Eight | Nagoya Grampus Eight | 1                      | 1                      |                        |                        |  |  |                                 |                                 |                                 |                                 |
|  | Stade Saitama 2002, Saitama     |                                 |                                 |                                 | Nagoya Grampus Eight | Nagoya Grampus Eight | 1                      | 1                      |                        |                        |  |  |                                 |                                 |                                 |                                 |
|  |                                 |                                 | Urawa Red Diamonds              | Urawa Red Diamonds              | 4                    | 4                    |                        |                        |                        |                        |  |  |                                 |                                 |                                 |                                 |
|  | Urawa Red Diamonds              | Urawa Red Diamonds              | Urawa Red Diamonds              | Urawa Red Diamonds              | 4                    | 4                    | 3                      | 3                      |                        |                        |  |  |                                 |                                 |                                 |                                 |
|  | Urawa Red Diamonds              | Urawa Red Diamonds              |                                 |                                 |                      |                      |                        | 3                      |                        |                        |  |  |                                 |                                 |                                 |                                 |
|  | Yokohama F. Marinos             | Yokohama F. Marinos             | 2                               | 2                               |                      |                      |                        |                        |                        |                        |  |  |                                 |                                 |                                 |                                 |
|  | Yokohama F. Marinos             | Yokohama F. Marinos             | 2                               | 2                               |                      |                      |                        |                        |                        |                        |  |  |                                 |                                 |                                 |                                 |
|  |                                 |                                 |                                 |                                 |                      |                      |                        |                        |                        |                        |  |  |                                 |                                 |                                 |                                 |

### Quarts de finale
| Club                 | Score    | Club                |
| -------------------- | -------- | ------------------- |
| Urawa Red Diamonds   | 3 - 2    | Yokohama F. Marinos |
| Tokyo Verdy 1969     | 2 - 1 ap | Shimizu S-Pulse     |
| Nagoya Grampus Eight | 2 - 1    | Kashima Antlers     |
| FC Tokyo             | 4 - 1    | Gamba Osaka         |

### Demi-finales
| Club                 | Score    | Club               |
| -------------------- | -------- | ------------------ |
| Nagoya Grampus Eight | 1 - 4    | Urawa Red Diamonds |
| FC Tokyo             | 4 - 3 ap | Tokyo Verdy 1969   |

### Finale
| Samedi 3 novembre 2004               | FC Tokyo                                          | 0 - 0                 | Urawa Red Diamonds               | Stade olympique national, Tokyo                     |                                                     |
| 14h00 (UTC+9) (6h00 heure française) |                                                   | (0 - 0, 0 - 0, 0 - 0) |                                  | Spectateurs : 53 236 Arbitrage : Toshimitsu Yoshida | Spectateurs : 53 236 Arbitrage : Toshimitsu Yoshida |
| 14h00 (UTC+9) (6h00 heure française) | Miura 10e · Jean 13e, 29e · Lucas 49e · Konno 99e | Rapport               | 84e Suzuki ·                     | Spectateurs : 53 236 Arbitrage : Toshimitsu Yoshida | Spectateurs : 53 236 Arbitrage : Toshimitsu Yoshida |
| 14h00 (UTC+9) (6h00 heure française) | Lucas · Baba · Konno · Kajiyama · Kaji            | Tirs au but 4 - 2     | Túlio · Hasebe · Tanaka · Yamada | Spectateurs : 53 236 Arbitrage : Toshimitsu Yoshida | Spectateurs : 53 236 Arbitrage : Toshimitsu Yoshida |

## Statistiques

### Meilleurs buteurs
|                    | Buteur         | Club                      | Buts | MJ |
| ------------------ | -------------- | ------------------------- | ---- | -- |
| Médaille d'or      | Uéslei         | Nagoya Grampus Eight      | 7    | 7  |
| Médaille d'argent  | Lucas Severino | FC Tokyo                  | 6    | 7  |
| Médaille de bronze | Marques        | Nagoya Grampus Eight      | 5    | 7  |
| 4                  | Edmílson       | Albirex Niigata           | 4    | 5  |
| 5                  | Seiichiro Maki | JEF United Ichihara Chiba | 4    | 5  |